# Liste der Naturdenkmale in Oberboihingen
| Naturdenkmale | Anzahl |
| ------------- | ------ |
| FND           | 4      |
| END           | 2      |
| Gesamt        | 6      |

Die Liste der Naturdenkmale in Oberboihingen nennt die verordneten Naturdenkmale (ND) der im baden-württembergischen Landkreis Esslingen liegenden Gemeinde Oberboihingen. In Oberboihingen gibt es insgesamt sechs als Naturdenkmal geschützte Objekte, davon vier flächenhafte Naturdenkmale (FND) und zwei Einzelgebilde-Naturdenkmal (END).
Stand: 30. Oktober 2016.

## Flächenhafte Naturdenkmale (FND)
| Name                               | Bild | Kennung     | Einzelheiten  | Position | Fläche Hektar | Datum         |
| ---------------------------------- | ---- | ----------- | ------------- | -------- | ------------- | ------------- |
| Feldgehölz im Gewann Hartwasen     |      | 81160503305 | Oberboihingen | ⊙        | 0,3           | 20. Feb. 1995 |
| Feuchtgebiet im Gewann Im Heimbühl |      | 81160503301 | Oberboihingen | ⊙        | 1,2           | 25. Aug. 1983 |
| Neckarabschnitt                    |      | 81160503306 | Oberboihingen | ⊙        | 4,9           | 20. Feb. 1995 |
| Teich am Tachenhauser Hof          |      | 81160503308 | Oberboihingen | ⊙        | 0,3           | 20. Feb. 1995 |
| Legende für Naturdenkmal           |      |             |               |          |               |               |

## Einzelgebilde (END)
| Name                     | Bild | Kennung     | Einzelheiten  | Position | Fläche Hektar | Datum         |
| ------------------------ | ---- | ----------- | ------------- | -------- | ------------- | ------------- |
| 1 Linde                  |      | 81160503302 | Oberboihingen | ⊙        | 0,0           | 25. Aug. 1983 |
| 1 Linde                  |      | 81160503303 | Oberboihingen | ⊙        | 0,0           | 25. Aug. 1983 |
| Legende für Naturdenkmal |      |             |               |          |               |               |